# Stenomylus
Stenomylus es un género extinto de pequeños camélidos. Su nombre proviene del griego στείνος, "estrecho" y μύλος, "molar".
El Stenomylus era mucho más pequeño que otros camélidos antiguos y modernos, con una altura media de tan sólo 0,6 metros. Al contrario que los camélidos modernos, el Stenomylus carecía de relleno en las pezuñas; se le ha comparado con el berrendo de América del Norte y el gerenuk de África debido a diferentes teorías sobre su biomecánica.